# Hermann Horner

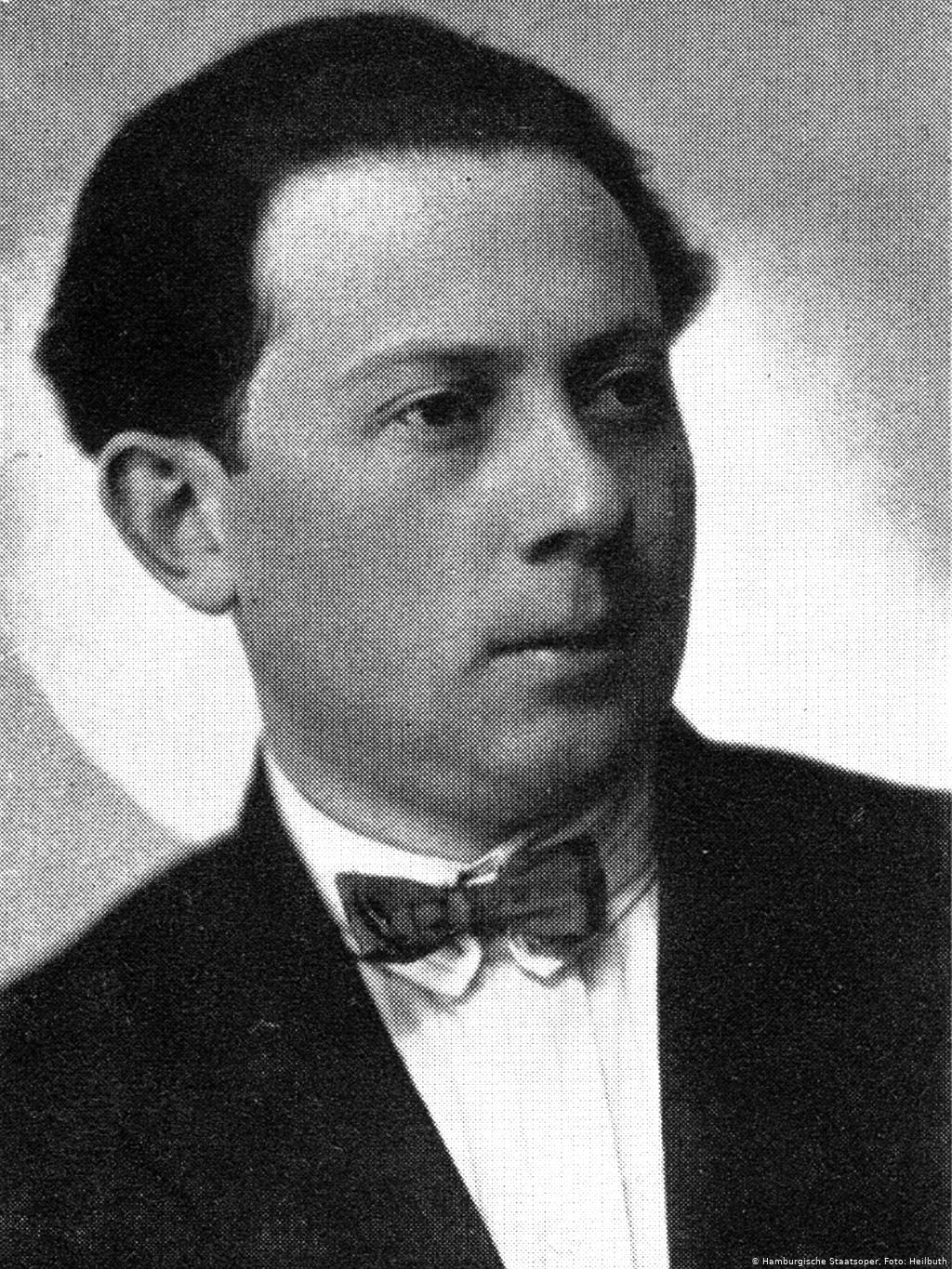
Hermann Horner

Hermann Horner (30. Januar 1892 in Rzeszów – vermutlich 1942 im Ghetto Reichshof oder im Vernichtungslager Belzec) war ein aus Österreich-Ungarn stammender Opernsänger des Stimmfaches Bassbariton. Er trat an zahlreichen Bühnen Deutschlands und in der Tschechoslowakei auf und gastierte bei den Bayreuther Festspielen. Er wurde vom NS-Regime ermordet.

## Leben und Werk
Hermann Horner wurde als Sohn eines Hotelbesitzers in Rzeszów geboren. Von 1916 bis 1918 diente er als Unteroffizier in der Österreichischen Armee in Montenegro und Albanien.
Horner absolvierte sein Gesangsstudium in Belgien und debütierte an der Flämischen Oper in Antwerpen. Von 1919 bis 1923 war er am Stadttheater Lemberg engagiert. Es folgten Anstellungen am Opernhaus Breslau (1923/24), der Berliner Staatsoper (1924/25), am Deutschen Theater in Prag (1925–27), am Opernhaus Nürnberg (1927–29) und der Staatsoper Stuttgart (1929–33). In Stuttgart wirkte Horner auch als Gesangslehrer. Einer seiner Schüler war Gottlob Frick. 1928 sang er bei den Bayreuther Festspielen den Titurel im Parsifal.
Am Tag des Judenboykotts, zwei Monate nach der Machtergreifung der Nationalsozialisten im Jahr 1933, wurde dem Sänger mitgeteilt, dass er ab sofort nicht mehr auftreten darf. Er wurde mit sofortiger Wirkung vom Dienst suspendiert. Er ging zuerst zurück nach Rzeszów und dann in die Tschechoslowakei, wo er zwei Jahre (1933–35) am Stadttheater von Aussig engagiert war.
Hermann Horner war mit Anna, geborene Koller, verheiratet, die 1892 in Lwiw geboren wurde. Das Paar hatte zumindest drei Kinder, alle drei wurden in Stuttgart geboren: Mario (geboren 1925 oder 1926), Eva (auch Ewa, geboren 1930) und Ludwig (auch Ludvik, geboren 1931 oder 1932).
Die gesamte Familie wurde ermordet. Laut Angaben von Danny Newman, eines angeheirateten Verwandten, soll Hermann Horner gemeinsam mit seinem jüngeren Sohn erschossen worden sein, als er versuchte, seinen Sohn vor den Nazis zu schützen, die die anderen Familienmitglieder in einem Gaswagen ermordet hatten.

## Repertoire (Auswahl)
Das Rollenverzeichnis wurde aufgrund von Kutsch/Riemens und des Vox-Aufnahmebuchs erstellt.
| Beethoven: - Rocco in Fidelio Flotow: - Plumkett in Martha Halévy: - Kardinal in La Juive Mozart: - Leporello im Don Giovanni - Sarastro in der Zauberflöte Nicolai: - Falstaff in Die lustigen Weiber von Windsor Offenbach: - Vier Dämonen in Hoffmanns Erzählungen Pfitzner: - Herzog in Das Herz |  | Smetana: - Kezal in Die verkaufte Braut Verdi: - Procida in Die sizilianische Vesper - Sparafucile in Rigoletto - Pater Guardian in Die Macht des Schicksals Weber: - Kaspar und Eremit im Freischütz Wagner: - Landgraf in Tannhäuser - König Heinrich in Lohengrin - Titurel in Parsifal Wolf-Ferrari: - Don Alvaro in Die schalkhafte Witwe |

## Tondokumente
Die Stimme von Hermann Horner ist durch Vox-Tonaufnahmen aus dem Jahre 1923 überliefert, er sang Arien des Landgrafen und von König Heinrich (aus Tannhäuser und Lohengrin), sowie das Porterlied des Plumkett aus der Oper Martha und das Trinklied des Falstaff aus der Oper Die lustigen Weiber von Windsor.

## Gedenken
Sein Name findet sich auf einer Gedenktafel für NS-Opfer in der Staatsoper Stuttgart, die am 7. April 2016 von Ministerin Theresia Bauer gemeinsam mit dem Intendanten der Staatstheater Stuttgart enthüllt wurde.

## Literatur

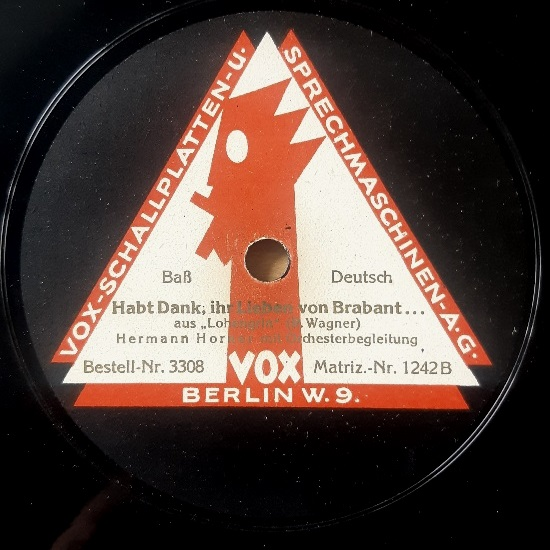
Schallplatte von Hermann Horner (Berlin 1923)